# Emilio Homps
Emilio Carlos Homps Mulet (* 28. September 1914 in San Pedro; † 2. November 2012 in Buenos Aires) war ein argentinischer Segler.

## Erfolge
Emilio Homps nahm an den Olympischen Spielen 1948 in London in der 6-Meter-Klasse als Crewmitglied des argentinischen Bootes Djinn unter Skipper Enrique Sieburger senior teil. Mit 5120 Punkten gewannen Sieburger senior und seine Crew, zu denen neben Homps noch Rodolfo Rivademar, Julio Sieburger, Rufino Rodríguez de la Torre und Enrique Sieburger junior gehörten, hinter den US-amerikanischen Olympiasiegern um Skipper Herman Whiton und vor dem von Tore Holm angeführten schwedischen Boot die Silbermedaille.
Bei den Panamerikanischen Spielen 1951 in Buenos Aires gewann Homps im Starboot mit Jorge Brauer ebenfalls Silber.